# KELT-25
KELT-25 — двойная звезда в созвездии Большого Пса на расстоянии приблизительно 1443 световых лет (около 443 парсек) от Солнца. Видимая звёздная величина звезды — +9,66m. Возраст звезды оценивается как около 460 млн лет.
Объект околопланетной массы KELT-25 b открыт группой астрономов проекта TESS в 2020 году.

## Характеристики
Первый компонент — белая звезда спектрального класса A3. Масса — около 2,18 солнечных, радиус — около 2,264 солнечного, светимость — около 21,8 солнечной. Эффективная температура — около 9445 К.
Второй компонент (KELT-25 b) — коричневый карлик. Масса — около 21 юпитерианской, радиус — около 1,642 юпитерианского. Орбитальный период — около 4,401 суток. Удалён в среднем на 0,0681 а.е..